# The Left Handed Gun
The Left Handed Gun (prt: Vício de Matar; bra: Um de Nós Morrerá) é um filme estadunidense de 1958 do gênero western dirigido por Arthur Penn. O filme é sobre os lendários homens do Velho Oeste americano, Billy the Kid (Paul Newman) e Pat Garrett (John Dehner). Nesse primeiro trabalho do diretor Penn o roteirista foi Leslie Stevens que adaptou uma versão teatral para a TV de Gore Vidal. Vidal revisou seu material num filme produzido para a TV em 1989 chamado Billy the Kid.
O título original (tradução mais fiel seria "A arma do canhoto") se refere à crença da época de que Billy the Kid era canhoto, conforme uma foto histórica conhecida dele em que aparece com o coldre com a arma do lado esquerdo do corpo. Atualmente se sabe que a foto traz uma imagem reversa. Mesmo assim, na interpretação Newman usou muito em cena a mão direita pois o personagem sofreu uma grave queimadura no braço esquerdo devido a um incêndio e passa a maior parte da película com o braço ferido imobilizado ou o movimentando com dificuldade.

## Elenco
- Paul Newman...Billy The Kid
- Lita Milan...Celsa
- John Dehner...Pat Garrett
- Hurd Hatfield...Moultrie
- James Congdon...Charlie Boudre
- James Best...Tom Folliard
- Colin Keith-Johnston...Tunstall
- John Dierkes...McSween
- Robert Anderson...Hill (nos letreiros Bob Anderson)
- Wally Brown...auxiliar de xerife Moon
- Ainslie Pryor...Joe Grant
- Martin Garralaga...Saval
- Denver Pyle...Ollinger
- Paul Smith...Smith
- Nestor Paiva...Pete Maxwell

James Best e Denver Pyle formariam dupla novamente em The Dukes of Hazzard (br.: Os Gatões). James Best, Denver Pyle e John Dehner voltaram a filmar juntos em Cast a Long Shadow (1959).

## Sinopse
William Bonney, conhecido como "Billy the Kid", se afeiçoa a seu novo patrão criador de gado conhecido apenas como "Inglês". Quando tentava negociar um rebanho com o exército, o Inglês é emboscado e assassinado por empresários e o xerife corrupto da cidade de Lincoln, que não desejavam concorrência. Bonney se junta a dois comparsas jovens como ele e parte para a vingança contra os vilões. Nesse confronto ele acaba se indispondo contra um outro novo amigo, o pistoleiro e ex-fora-da-lei Pat Garret, que resolve assumir o cargo de xerife para perseguir Billy.

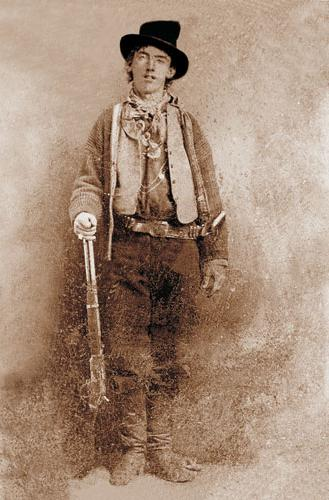
A imagem original que deu a fama de canhoto ao Billy.